# 杨洵
杨洵（1559年—1627年），字暉吉，號崑源，山东兖州府济宁州人，明朝官员。万历二十年（1592年）中进士，初授南京刑部主事，后历任扬州知府、扬州海防兵备副使，晚年短暂地出任过河南布政司参政，备兵徐淮。在扬州任知府时，曾主持修撰《万历扬州府志》。著有《述言》、《适堂稿》、《适园草》等书，均已佚。

## 生平
嘉靖三十八年（1559年），杨洵出生。十二岁就丧父，有兄弟九人，杨洵是家中少子。读书刻苦，万历四年（1576年）中举，当时只有十几岁，万历二十年（1592年）中进士，初授南京刑部主事，后升为扬州知府。万历二十九年（1601年），升为扬州海防兵备副使，后来又调往苏州、松江一带，防区内有一伙强盗为恶，头目是原任内阁首辅王锡爵的亲戚，杨洵将其党羽薛三法办，王锡爵的亲戚也吓得收敛了一些。后居乡十多年，晚年曾短暂地出任过河南布政司参政，徐淮兵备道，天启七年（1627年）与继妻聂氏同年去世，享年六十九岁。

## 著作
杨洵喜好研究理学，著有《述言》、《适堂稿》、《适园草》等书，现都不存；在扬州知府任上时，曾主持修撰了《万历扬州府志》，因此而入祀扬州名宦祠。

## 家庭
祖父杨震，父亲杨思仁。正室周氏，继室聂氏。有子杨士聪，崇祯四年（1631年）进士，先降闯，后投清，官至詹事府左谕德。

## 引用
1. 1 2 3 4  《明代登科录汇编》21册《万历二十年壬辰科进士履历便览》：“杨洵，崑源，《易》一房，己未十一月廿六日生，济宁人，丙子乡试。曾祖鸾，祖震，父思仁，二甲七名，仕至河南徐淮道。”
2. ↑  《乾隆济宁直隶州志·卷二十四·人物二》：“洵十二岁而孤，兄弟九人，洵最少，同母兄困里徭役。”
3. ↑  《乾隆济宁直隶州志·卷二十四·人物二》：“攻苦力学，弱冠举于乡，万历二十年进士，授南京刑部主事……擢知扬州府。”
4. ↑  《大明神宗实录》卷362万历二十九年八月：“癸酉，升扬州府知府杨洵为扬州海防兵备副使。”
5. ↑  《乾隆济宁直隶州志·卷二十四·人物二》：“改调苏松，地滨海，饶商舶，不逞往往啸掠其间，王锡爵之族某亦与焉。洵擒其党薛三，置诸法，王氏乃敛戢。”
6. ↑  《乾隆济宁直隶州志·卷二十四·人物二》：“家居十余载，起淮徐参政，甫三月，谢病归。”
7. 1 2  《吴梅村全集》卷42《左谕德济宁杨公墓志铭》：“崐源公即公父也，崐源公初娶周淑人，早卒；继聂淑人生公。公以甲子举于乡，丁卯而大参公殁，聂淑人亦亡。”
8. 1 2  《乾隆济宁直隶州志·卷二十四·人物二》：“平生潜心理学，谓构大厦必固其基，笃践履尤当慎细微。所著有《述言》及《适堂稿》、《适园草》十余卷，祀扬州名宦祠。”
9. ↑  《万历扬州府志·序》：“扬故志仅什一之存耳。即什一之存，于作者之义亡，当也。杨晖吉守扬，政通民和，虑文献亡征，后将何术？乃以载笔之役属司理公。”
10. ↑  《钦定四库全书总目提要》卷143：“士聪，字朝彻，号凫岫，济宁人，前明崇祯辛未进士，官翰林院检讨，入国朝，官至谕德。”

| 官衔          | 官衔                     | 官衔          |
| ------------- | ------------------------ | ------------- |
| 前任： 郭光復 | 南直隶扬州府知府 萬曆年- | 繼任： 張廷相 |